# HC TNP Praha
HC TNP Praha (celým názvem: Hockey Club TNP Praha) je český klub ledního hokeje, který sídlí v pražských Strašnicích. Založen byl v roce 2017. Ihned po založení se stal klub hegemonem pražského krajského hokeje, a to poté co dokázal vyhrát krajskou ligu ve svých dvou úvodních sezónách (2017/18 a 2018/19). V obou případech ovšem klub následnou kvalifikaci o 2. ligu odmítl. Klubové barvy jsou červená, černá a bílá. Klíčový hráč - Jan Mišner.
Své domácí zápasy odehrává na novém zimním stadionu Škoda Icerink ve Strašnicích.

## Přehled ligové účasti
Stručný přehled
Zdroj:
- 2017– : Pražská krajská liga (4. ligová úroveň v České republice)

Jednotlivé ročníky
Zdroj:
Legenda: ZČ - základní část, červené podbarvení - sestup, zelené podbarvení - postup, fialové podbarvení - reorganizace, změna skupiny či soutěže
| Česko (2017 –) |                      |           |          |                                       |             |
| Sezóny         | Soutěž               | Úroveň    | ZČ       | Play-off, nadstavba, sk. o udržení... | Poznámky    |
| 2017/18        | Pražská krajská liga | 4. úroveň | 1. místo | Vítěz                                 | Kvalifikace |
| 2018/19        | Pražská krajská liga | 4. úroveň | 2. místo | Vítěz                                 | Kvalifikace |
| 2019/20        | Pražská krajská liga | 4. úroveň |          |                                       |             |